# Waitapu
Waitapu је југословенски телевизијски филм из 1987. године. Режирао га је Зоран Лесић а сценарио су написали Јожа Хорват и Милена Огорелец.

## Улоге
| Глумац               | Улога               |
| -------------------- | ------------------- |
| Борис Миливојевић    | Зоран Море          |
| Младен Андрејевић    | Новак Младеновић    |
| Тихомир Арсић        | Слободан            |
| Мирко Бабић          | Илија               |
| Марко Баћовић        | Бајић               |
| Радош Бајић          | Спира               |
| Александар Берчек    | Испектор Миле Пашић |
| Новак Билбија        | Сељак 2             |
| Драган Бјелогрлић    | Човек у ресторану 1 |
| Јорданчо Чевревски   | Пилот               |
| Драгомир Чумић       | Човек на плажи      |
| Радоје Чупић         | Стева               |
| Слободан Ћустић      | Лука Мандић         |
| Лепомир Ивковић      | Кондуктер           |
| Душан Јанићијевић    | Старац на клупи     |
| Бранко Јеринић       | Божић               |
| Милутин Јевђенијевић | Мленко              |
| Владимир Јевтовић    | Лончар              |
| Мето Јовановски      | Професор филозофије |
| Милутин Мима Караџић | Паја                |
| Иван Клеменц         | Слепац              |

Остале улоге ▼
| Глумац                | Улога               |
| --------------------- | ------------------- |
| Никола Којо           | Човек у ресторану 2 |
| Миодраг Мики Крстовић | Железничар          |
| Тони Лауренчић        | Стоматолог          |
| Мирољуб Лешо          | Марко               |
| Предраг Милетић       | Чајка               |
| Ратко Милетић         | Сељак 1             |
| Зоран Миљковић        | Тужилац             |
| Драган Николић        | Специјални гост     |
| Игор Первић           | Путник              |
| Чедомир Петровић      | Доктор              |
| Михајло Плескоњић     | Силеџија            |
| Радко Полич           | Шверцер             |
| Саво Радовић          | Други железничар    |
| Раде Шербеџија        | Испектор Марковић   |
| Феђа Стојановић       | Микијев отац        |
| Љубивоје Тадић        | Мики                |
| Бранко Видаковић      | Профитер            |
| Драгољуб Војнов       | Радовић             |
| Миња Војводић         | Валенса             |
| Бранислав Зеремски    | Звонимир            |